# Virtualna etnografija
Virtualna etnografija (grčki/grč. εικονική εθνογραφία) označava niz srodnih on-line istraživačkih metoda koje prilagođavaju etnografiju za istraživanje zajednica i kultura čija se društvena interakcija odvija preko računalne mreže i Interneta.
Nazivi koji se koriste su :  
- On – line etnografija
- Virtualna etnografija
- Netnografija

Sve etnografije on – line kultura i zajednica obuhvaćaju tradicionalne pojmove i shvaćanja terenskih i općenito etnografskih istraživanja. Međutim, u početku su istraživači samo promatrali, nije bilo sudjelovanja. Kasnije su ostali istraživači prihvatili pristup promatrača koji i sudjeluje kao član on – line zajednice. Pojam je u etnologiju uveo Malinowski. Po Malinowskom sudjelovanje s promatranjem je protuteža etnografskim apstrakcijama u društvu. Rezultira se u empatiji i izvjesnom uživljavanju koje etnologu omogućava da vidi stvari iz „očišta istraživanih“ (the native's point of view), a uključuje promatranje, intervjuiranje i konkretno sudjelovanje u dnevnom životu.

## Domet metodologija
Postoji mnogo različitih načina na koje su etnografi pokušali proučavati Internet. Metodološki pristup virtualne etnografije je proširen i preformuliran kroz mnoštvo drugih izraza. Mnogi od tih izraza i tehnika predstavljaju težnju za zadržavanje njihovog vlastitog dijaloga s već establiranom tradicijom etnografije. Postoje oni koji smatraju da etnografije koja je napravljena u on – line obliku uključuje karakterističan metodološki pristup. Međutim, postoje i oni koji smatraju da nas etnografsko istraživanje Interneta tjera da razmišljamo o osnovnim pretpostavkama i konceptima etnografije, no to nužno ne znači karakterističan oblik etnografije. 

## Osnovne značajke virtualne etnografije
Ovo je kvalitativna, interpretativna istraživačka metoda koja se sastoji od tradicionalnih, etnografskih tehnika koje se provode uživo, za istraživanje on – line kultura i zajednica koje su formirane kroz CMC (komunikacija putem računala).
Najmanje 4 aspekta on –line, posredstvom kompjutera, interakcije i općenito zajednice su različita od stvarnog života, dakle interakcije uživo :
1. tekstualni, nestvarni kontekst on – line okruženja.
2. besprimjerna nova razina pristupa do sada neuočljivog ponašanja pojedinih ljudi u interakciji.
3. on – line druženja su često automatski spremljena i arhivirana, dok su inače druženja uživo prolazna i kratkotrajna.
4. društvena priroda novog medija – teško je razjasniti da li je to privatni ili javni prostor, ili pak nešto hibridno.

## Metodologija virtualne etnografije
Etnografija uključuje zajedničke – promatranje sa sudjelovanjem - etnografske načine kao što su ulazak u zajednicu, sakupljanje podataka, njihovo analiziranje, te obavljanje etičkog istraživanja.
- Ulazak u zajednicu – postoji veliki izbor zajedničkih on – line oblika poput blogova, foruma, chatova, mailing lista i sl ; istraživači bi trebali uskladiti svoja pitanja i interese s odgovarajućim      on – line forumima, ili se uključiti u grupu, kao npr. Google grupa, prije nego što započne ulazak u zajednicu.

Mora prvo upoznati zajednicu, te njezine posebne karakteristike.
- Sakupljanje podataka – za početak treba reći da postoje 2 vrste podataka : 
  - a) podatak koji istraživač direktno kopira od članova on –line zajednice ;
  - b) podatak koji istraživač samostalno unosi. Refleksivne terenske bilješke su vrlo poželjne, a znače to da istraživač bilježi svoja zapažanja tokom svojeg istraživanja.

- Analiza podataka – koristi kao metodu kulturnu kontekstualizaciju on – line podataka. Međutim, zna biti problema, jer se virtualna etnografija primarno bazira na opažanjima tekstualnog diskursa, osiguravajući tako da sve vjerodostojne interpretacije zahtijevaju drukčiji pristup od uravnoteženja diskursa i vidljivog ponašanja, koji se događaju za vrijeme stvaranja etnografije uživo, dakle u stvarnom svijetu.

- Etika istraživanja – jedna od najvažnijih razlika od tradicionalne etnografije. Glavno pitanje koje se postavlja je da li su on – line forumi javni ili privatni prostori?! Virtualna etnografija koristi kulturnu informaciju koja nije dana izričito i u povjerenju istraživaču. Korisnici koji su prvotno stvorili podatke možda ne žele da se njihove informacije koriste u predstavljanju različitih istraživanja. Virtualna etnografija stoga koristi posebne smjernice koje se odnose na to kada treba citirati on – line autore i članke, na koji način, te kada trebaju tražiti dopuštenje od autora ( Kozinets 2002.)

## Prednosti i nedostaci virtualne etnografije
U usporedbi s istraživanjima, eksperimentima i intervjuima, virtualna etnografija je puno manje nametljiva. Također, puno manje novaca i vremena oduzima.
Nedostaci su pak nemogućnost detaljnog i opširnog opisa koji se može postići za vrijeme stvarnog životnog iskustva; zatim potreba za istraživačkim interpretativnim sposobnostima; te manjak identifikatora dopisnika prisutnih u on – line kontekstu što dovodi do generaliziranja rezultata za grupe izvan te on – line zajednice. Istraživači u želji da generaliziraju svoja otkrića određene on – line grupe u virtualnoj etnografiji, moraju procijeniti sličnosti i uzeti u obzir da su se koristile mnoge metode za istraživanje. Virtualna etnografija je još relativno nova metoda koja se još treba u budućnosti dodatno proučavati, te razviti.